# Gesamtministerium Falkenstein
Das Gesamtministerium Falkenstein bildete von Oktober 1866 bis 1. Oktober 1871 die von König Johann berufene Landesregierung des Königreiches Sachsen. In den Monaten der Flucht König Johanns und seiner Regierung durch die preußische Besetzung Sachsens im Deutschen Krieg hatte eine Landeskommission die Regierungsgeschäfte übernommen, die nun wieder durch eine reguläre Regierung abgelöst wurde. 
| Amt                                                                     | Name                                    |
| ----------------------------------------------------------------------- | --------------------------------------- |
| Vorsitzender des Gesamtministeriums, Kultus und öffentlicher Unterricht | Johann Paul von Falkenstein             |
| Äußeres                                                                 | Richard von Friesen                     |
| Inneres                                                                 | Hermann von Nostitz-Wallwitz            |
| Justiz                                                                  | Robert Schneider, bis 6. September 1871 |
| Finanzen                                                                | Richard von Friesen                     |
| Krieg                                                                   | Alfred von Fabrice                      |